# Iványi János (teológus)
Iványi János, születési és 1909-ig használt nevén Imhof János (Püspöknádasd, 1894. január 9. – Budapest, 1954. május 6.) római katolikus pap, teológiai doktor, vallástörténész, a Budapesti Egyetem Hittudományi Karának tanára.

## Élete
Pécsett, majd Bécsben tanult. 1916-ben szentelték pappá. 1920-ban teológiai doktorátust szerzett. Különböző magyar településeken működött, majd 1925–1926-ban Rómában folytatott kutatásokat. 1928-től tanított ószövetségi szentírástudományt a budapesti egyetemen. 1937/1938-ban és 1942/1943-ban a teológiai kar dékánja volt. 1954-ben hunyt el 60 éves korában.

## Művei
- Katolicizmus és zsidóság. Vallástörténeti előadások. Bangha Bélával és Pataky Arnolddal. Budapest, 1933.
- Ószövetségi Szentírás. III. köt. Ford. Pataky Arnolddal. Tőle az Ezd, Neh, Tób, Jud és Eszt fordítása és magyarázata. Budapest, 1934.